# Giulietta Machine
Giulietta Machine（ジュリエッタ・マシーン）は、2000年夏に結成された日本のロックバンド。当初はアルバム制作のみを行っていたが、2005年ベーシストの西村雄介の加入により、ライブ活動を開始する。

## 概要
江藤直子、大津真、藤井信雄の3人で、レコーディングユニットとして結成された。2003年以降2枚のアルバムをリリース後、2005年ベーシストの西村雄介の加入により、ライブ活動を開始する。そのサウンドは"聴くモルヒネ"とも評され、浮遊感のある未来派BGM的サウンドを特徴とする。「新・人間万葉歌〜阿久悠作詞集」収録の「きりきり舞い」（ボーカル「やくしまるえつこ」）の編曲を担当している。

## メンバー
江藤直子
キーボード、ボーカル担当。6歳からピアノを始め、中学・高校時代はソルフェージュ・和声などを池辺晋一郎に師事。武蔵野音楽大学ピアノ科在学中よりバンド活動を開始し、ジャンルにとらわれない作曲活動を行う。卒業後は作編曲家/ピアニストとしてさまざまなアーティストのステージ・レコーディングに参加し楽曲を提供、また映画、NHKテレビドラマ、CMの音楽の作編曲を手掛ける。
2006年には映画『ルート225』の劇中音楽を担当。2011年にはやくしまるえつこメトロオーケストラ「ノルニル」のピアノ演奏とアレンジを担当。2012年にはNHKドラマ『タイトロープの女』の劇中音楽を担当。2013年には大友良英が手がけたNHK連続テレビ小説『あまちゃん』の劇中音楽のピアノ等の演奏とストリングス編曲を担当し、劇中曲「暦の上ではディセンバー」を作曲（大友らとの共作）。
2014〜15年にはNHK紀行ドキュメンタリー『地球イチバン』のオープニングテーマやNHKドラマ『全力離婚相談』の音楽を担当。2016年には大友良英らとともにNHKドラマ『トットてれび』の音楽を担当。
映画では、2015年カンヌ受賞作品、黒沢清監督『岸辺の旅』の音楽を大友良英とともに手掛けている。2017年には荻上直子監督『彼らが本気で編むときは、』の音楽を手掛けた。

大津真
ギター、プログラミング担当。斎藤ネコらと結成したSunset Kidsで音楽活動を開始。Phew、橋本一子、Poison Girl Friendなどのライブ・レコーディングに参加。楽曲も提供する。長見順（マダムギター）と結成した時空兄弟、山本直樹率いるブレメン（ex. スロラナSPブレメン）などでも活動。

藤井信雄
ドラムス担当。大友義雄グループで活動開始。その後、坂田明、渋谷毅、橋本一子などのグループに参加。近年は菊地成孔率いるDATE COURSE PENTAGON ROYAL GARDEN（1999年の結成時から2007年の活動終了まで）、東京ザヴィヌルバッハにも参加している。

西村雄介
ベース担当。スターリンへの加入により音楽活動を開始する。町田町蔵+北澤組、MOST、WRU、Nobotono、大友良英Blueバンドなどで活躍。

## これまでゲストとして参加したミュージシャン
- 大友良英
- 橋本一子
- 小川美潮
- Phew
- 斎藤ネコ
- 高遠彩子
- 青木タイセイ
- 笠原あやの
- 小森慶子
- 加藤崇之 2015/4/2 山羊に、聞く？、2022/11/9 公園通りクラシックス
- 山本精一 2019/4/19 京都磔磔
- かわいしのぶ 2020/3/15 吉祥寺マンダラ2
- bikke

## 来歴
- 2000年7月 レコーディングユニットとして結成
- 2005年12月 六本木スウィートベイジルで行われた「Jazz Today」にてライブ活動を開始

## 作品

### オリジナルアルバム
- Giulietta Machine（イーストワークスエンタティンメント：2003年6月21日発売）
- Hula Pool （イーストワークスエンタティンメント：2005年10月7日発売）
- Cinema Giulietta（Teoremaレーベル：2009年5月20日発売）
- Machina Nostalgia（Teoremaレーベル：2012年7月11日発売）
- Jazz Today Giulietta Machine@KOEN-DORI CLASSICS (2014)

### オムニバス
- 「新・人間万葉歌〜阿久悠作詞集」「きりきり舞い」のアレンジ・演奏（ボーカル「やくしまるえつこ」）
- 「Aperitif de Jazz compiled by JJazz.Net」
- 「sound sketch」
- 「至福刑事 Vol.2」
- 「AOYAMA SWEET SOUNDS 20」
- 「AOYAMA SWEET SOUNDS 20 Vol.2」
- 「AOYAMA Clubberia Sounds 20」
- 「AOYAMA Style 20 Sounds」